# DJ Arafat
Ange Didier Houon (26 de enero de 1986 - 12 de agosto de 2019), también conocido como DJ Arafat, o Arafat Muana y por varios otros nombres escénicos, fue un DJ y cantante marfileño que hizo música en el género Coupé-Décalé. Era popular en el África francófona. Fue galardonado con el "mejor artista del año" en los Premios Coupé-Decalé en los años 2016 y 2017. 

## Vida y carrera
Arafat nació como Ange Didier Houon el 26 de enero de 1986. Era hijo de Tina Glamour, una cantante popular, y el músico e ingeniero de sonido fallecido Houon Pierre Comenzó su carrera musical como DJ en Yopougon, un distrito de vida nocturna en Abiyán. Se fue a Francia para mejorar su carrera e incluso excedió su visa. En 2005 pasó un mes detenido como inmigrante indocumentado.

## Muerte
El 12 de agosto de 2019, Arafat murió en el hospital después de un accidente de motocicleta en Abiyán, Costa de Marfil. Se dijo que su motocicleta chocó con un automóvil en el vecindario de Angre el domingo 11 de agosto de 2019. Posteriormente fue ingresado en un hospital en Abiyán por una fractura de cráneo antes de morir a las 8 a. m. GMT del 12 de agosto de 2019.